# Зевгиты
Зевгиты — представители третьего (после пентакосиомедимнов и всадников), самого многочисленного, класса граждан, получавшие ежегодный доход в 200 медимнов (1 медимн равнялся 52,5 литра зерна) в год. Согласно третьей главе сочинения Аристотеля "Афинская полития", зевгиты существовали уже в эпоху Драконта, имели право участия в совете и народном собрании и в случае неявки платили штраф в одну драхму; однако весь контекст, в котором является это известие, сомнителен.Подобная классификация была принята в Древней Греции, в Афинах, во время Солоновских реформ, которые установили имущественный ценз, который стал определять политические права граждан. До 458 года до н. э. они имели право занимать только низшие должности. Но с 458 - 457 года до н.э. они получили также право становиться архонтами. На войне зевгиты были гоплитами.